# 無所属の会
無所属の会（むしょぞくのかい）は、日本の国会や地方議会において特定の政党に所属しない議員が質問時間の確保等を目的として結成する会派名の全部または一部に使用される用語。国会では主として保守派・中道右派の議員の会派に好まれる傾向がある。
とくに国会は一人会派を結成できないため無所属議員が政党所属議員とともに結成する場合が多い。例えば、無所属議員が○○党議員と統一会派を組んだ場合に「○○党・無所属の会」という会派名を使うことがある。この場合、「○○党・無所属の会」で一つの会派であって「○○党」と「無所属の会」という2つの会派が合同しているという意味ではない。
同様に使用される用語として「無所属」、「無所属会」、「無所属クラブ」が存在する。
参議院ウェブサイトなどでは英文表記として"Group of Independents"が用いられている。
英国の地方議会など、海外の議会でも無所属議員による院内交渉団体あるいは政策グループにGroup of Independentsや、Independents Groupという名称を冠する場合があるが、使用例は概して多くない。

## 国会

### 衆議院
2023年2月13日現在、衆議院には「無所属の会」を称した会派として「自由民主党・無所属の会」がある。2023年2月13日に無所属の三反園訓が自由民主党会派に入会した際に、「自由民主党・無所属の会」へと会派名を変更したものである。

### 参議院
2023年3月17日現在、参議院には「無所属の会」を称した会派はない。

### 過去に「無所属の会」を称した会派
1999年 - 2004年に存在した国政政党・会派については「無所属の会 (1999)」を参照。

#### 衆議院
2005年の第44回衆議院議員総選挙の後、国民新党及び新党日本が無所属の野呂田芳成を加えた会派「国民新党・日本・無所属の会」を結成した(2005.9)。その後統一会派のパートナーの変更等に伴い「国民新党・無所属の会」(2006.9)→「国民新党・そうぞう・無所属の会」(2007.5)→「国民新党・無所属の会」(2008.9.16)「国民新党・大地・無所属の会」(2008.9.19)と変遷した。2009年7月に野呂田が任期満了により衆議院議員を引退し、9月には新党大地が民主会派に移り会派名を「国民新党」とした。
2010年4月23日に「改革クラブ」は「新党改革」に名称を変更し、それと共に自民党との統一会派「自由民主党・改革クラブ」を解消した。この際に改革クラブから離党して無所属となった中村喜四郎は、自民党と「自由民主党・無所属の会」を結成した。2011年12月には会派「国益と国民の生活を守る会」が解散して合流したため、小泉龍司・城内実も加わった。2012年5月には、城内は自民党に復党した。2012年12月の第46回衆議院議員総選挙以降は中村・小泉は会派に属さず、会派名を「自由民主党」とした。
2012年6月には、民主党を離党した無所属の平山泰朗が国民新党の会派に入りしたが、この際の名称には「無所属の会」は含まれず「国民新党・無所属会」であった。同年10月1日に平山が国民新党入りし会派名を「国民新党」へと変更した。
2012年7月-11月にかけて、民主党を離党した木内孝胤らによる院内会派「改革無所属の会」が存在した。
2015年1月、無所属の野間健が参議院の「新党改革・無所属の会」(後述)に参加したが、衆議院では所属議員が1人のためみなし会派扱いであった。野間は12月に「民主・維新・無所属クラブ」に参加したため同会派を退会した。
2016年9月26日からは無所属の松本剛明・鈴木貴子と自由民主党が衆議院内で統一会派「自由民主党・無所属の会」を組んだ。10月25日には旧・みんなの党代表だった浅尾慶一郎議員が自由民主党・無所属の会に入会した。第48回衆議院議員総選挙の直前に松本・鈴木は自民党に入党し当選、また、自民党に入党はしたものの、公認調整がつかず、自民党からの公認を得られなかった浅尾は落選した。
2017年10月の第48回衆議院議員総選挙の後、同選挙で民進党から希望の党や立憲民主党へ移籍せず、民進党の党籍を残したまま無所属で立候補・当選した議員により、元民進党代表の岡田克也を代表として同年10月26日に「無所属の会」が結成された。2019年1月には、同会派の多数は立憲民主党の衆議院会派（立憲民主党・無所属フォーラム）に入会した上で、会派内グループ「無所属フォーラム」を結成した。また、同会派の残存議員と新規加入の議員は、会派名称を変更して「社会保障を立て直す国民会議」を結成した。
2019年7月2日には、無所属の細野豪志と院内会派「未来日本」から自民党に入党した長島昭久が自民党会派に入会した際に「自由民主党・無所属の会」へと会派名を変更した。2021年10月の第49回衆議院議員総選挙にて、長島は自民党公認候補として当選、細野は当選後の2021年11月5日付けで自民党に入党した。
2020年2月19日には、無所属の青山雅幸が日本維新の会会派に入会した際に「日本維新の会・無所属の会」へと会派名を変更した。2021年10月の第49回衆議院議員総選挙にて、青山は日本維新の会の公認候補となったが落選した。

#### 参議院
2006年6月、国民新党及び新党日本が自民党を離党した無所属の後藤博子と統一会派「国民新党・新党日本・無所属の会」を結成、同年7月に後藤が国民新党に入党し、9月に「国民新党・新党日本の会」に改称した。
2007年8月-2008年9月の間、自民党が前月に新党日本を離党し、無所属となっていた荒井広幸と統一会派「自由民主党・無所属の会」を組んでいた。(荒井はその後会派を離脱し改革クラブに参加。)
2011年9月に、自民党が無所属の大江康弘と参議院内で統一会派「自由民主党・無所属の会」を組み、2012年1月-12月の期間においては「自由民主党・たちあがれ日本・無所属の会」となり、その後は「自由民主党・無所属の会」としていたが、2013年5月の大江の議員辞職後は会派名を「自由民主党」に戻している。
2013年7月に新党改革の参議院会派に無所属の浜田和幸、平野達男の2議員が参加し、会派名を「新党改革・無所属の会」として活動していた（浜田は2014年11月に次世代の党に入党）。2016年の第24回参議院議員通常選挙での荒井広幸の落選と平野の自民党入党に伴い会派を解散した。

## 地方議会
無所属で当選した1名以上の議員が便宜上の会派名として使用することが多い。また、他の政党に近い政治姿勢を取る無所属議員が多数派形成のために政党所属議員と統一会派を組み「○○党・無所属の会」のような会派名を名乗る事例も見受けられる。
前者の例として大阪府議会の「無所属の会」などが、後者の例として埼玉県議会における「民主党・無所属の会」などがあげられる。